# Куракинское (болото)
Болото Куракинское (Ванюковское) — водно-болотный комплекс в Южском районе Ивановской области, памятник природы. Площадь — 1781 га.

## Описание
Природный болотный комплекс находится восточнее города Южа (Ивановская область, Южский район), на приволжской возвышенности и Мещёрской низменности. Территория входит в зону южной тайги с переходом к подзоне смешанных лесов и включает хвойные леса с преобладанием ели. Болото находится на водоразделе рек Лух и Клязьма и играет большую роль в поддержке уровня воды в 3 больших озёрах. Рельеф представляет собой неглубокую послеледниковую котловину длиной около 13 километров с песчаным дном.
Поверхность ровная, рассечена невысокими песчаными гривами, на которых расположены верховые и переходные болота, по краям — низинные. Глубина торфа до 13 метров с межледниковыми прослойками. Подстилающие грунты — аллювиальные и ледниковые отложения. Севернее болота расположены грунтовые дороги, соединяющие местные деревни. Высота над уровнем моря от 100 до 115 метров.

## Охранный статус
Куракинское болото включено в список водно-болотных угодий международного уровня по Рамсарской конвенции.